# James Denton

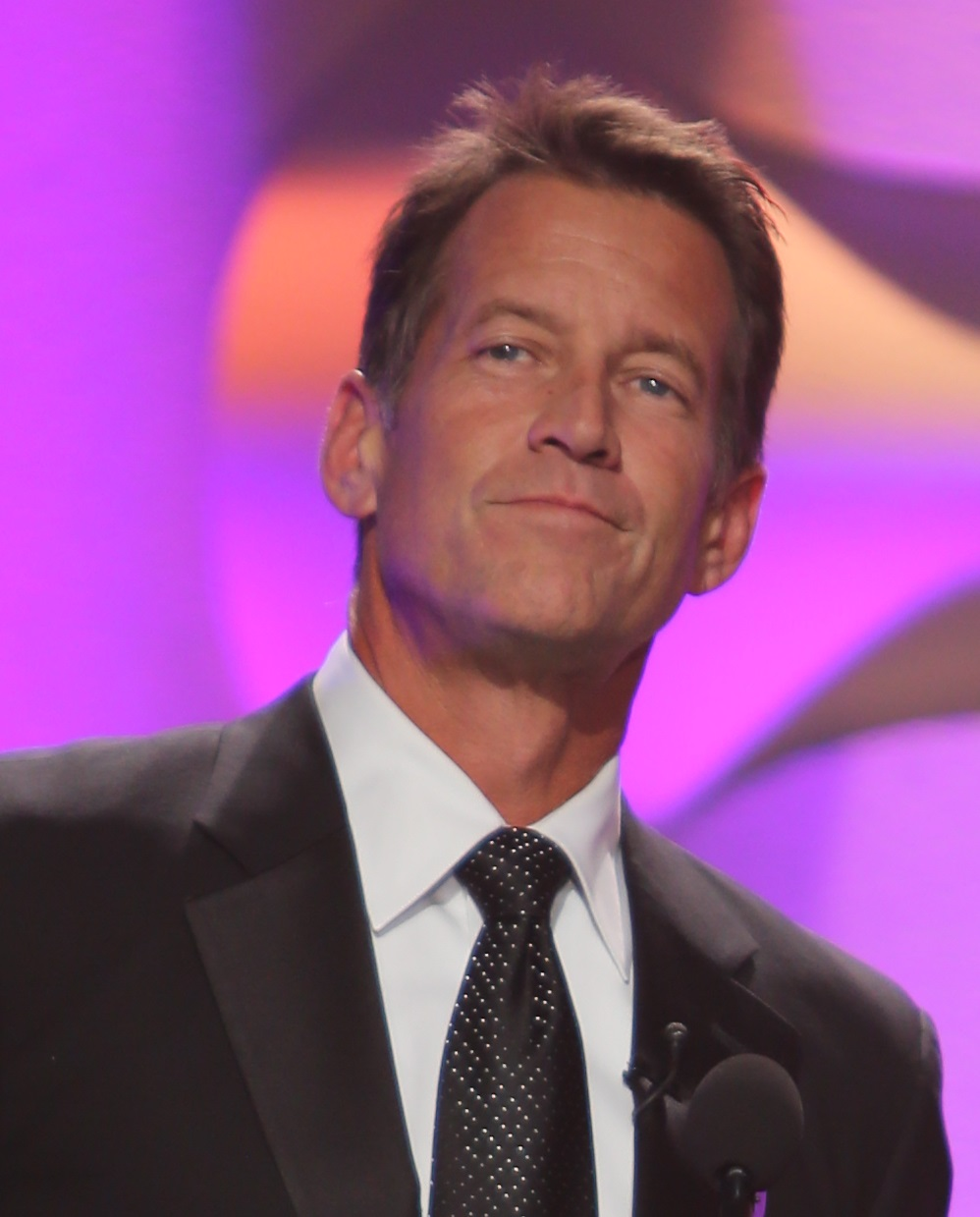
James Denton 2014

James Denton (* 20. Januar 1963 in Nashville, Tennessee) ist ein US-amerikanischer Schauspieler.

## Biografie
Nach seinem Abschluss an der Universität Knoxville und einem nebenbei erworbenen Abschluss in den Studiengängen Fernsehen und Werbung nahm er mit 23 Jahren eine Stelle am örtlichen Theater an. Denton arbeitete vier Jahre in der Werbung für zwei Radiostationen, ehe er sich dazu entschloss, nach Chicago zu ziehen, um seinen Traum, die Schauspielerei, zu verwirklichen.
Dort erhielt er seine erste Rolle im Bühnenstück Endstation Sehnsucht von Tennessee Williams. Denton wirkte danach u. a. in der Komödie Hase Hase am Griffin Theater mit und war Mitglied des Strawdog Theater Ensembles. In dieser Zeit erhielt er auch einige Auszeichnungen, u. a. für seine Rolle als Priester in The Diviners von Jim Leonard. Für diese Rolle war er als bester Darsteller für Chicagos einzige Theaterauszeichnung, den Joseph Jefferson Award, nominiert.
Seine ersten Fernsehauftritte hatte er in den Serien Die Unbestechlichen, Dark Skies – Tödliche Bedrohung und Sliders – Das Tor in eine fremde Dimension. Danach folgten Rollen in den Spielfilmen Noch einmal mit Gefühl, Im Körper des Feindes und Mit aller Macht. 1997 erhielt Denton die Rolle des Mr. Lyle in der Fernsehserie Pretender, welche er bis zur Einstellung der Serie 2000 bekleidete. Nach Gastauftritten in The West Wing – Im Zentrum der Macht und Ally McBeal übernahm er von 2001 bis 2002 die Hauptrolle des Richters Augustus Ripley in Philly. Von 2004 bis 2012 spielte Denton in der Erfolgsserie Desperate Housewives den Klempner Mike Delfino, der mit Susan Mayer, verkörpert von Teri Hatcher, verheiratet war.
Denton ist ein passionierter Gitarrist und tritt zusammen mit anderen Prominenten mit der Wohltätigkeits-Rockgruppe Band From TV auf, in der die Schauspielkollegen Teri Hatcher (Gesang), Jesse Spencer (Geige) und Hugh Laurie (Gesang und Keyboard) mitwirken.
Er ist seit Dezember 2002 mit seiner Personal-Trainerin Erin verheiratet, mit der er einen Sohn (* 2003) und eine Tochter (* 2005) hat.

## Filmografie (Auswahl)

### Filme
- 1997: Noch einmal mit Gefühl (That Old Feeling)
- 1997: Im Körper des Feindes (Face/Off)
- 1998: Mit aller Macht (Primary Colors)
- 2001: Pretender – Nichts scheint wie es ist (The Pretender 2001)
- 2001: Pretender – Die Insel der Gequälten (The Pretender – Island of the Haunted)
- 2006: Assumption
- 2007: Ascension Day
- 2007: Undead or Alive
- 2009: Tortured
- 2013: Home Invasion – Dieses Haus gehört mir (Foreclosed)
- 2013: Grace Unplugged
- 2014: Am Rande des Hurrikans (Stranded in Paradise)

### Fernsehserien
- 1996: Sliders – Das Tor in eine fremde Dimension (Sliders, 1 Folge)
- 1996: Dark Skies – Tödliche Bedrohung (Dark Skies, 1 Folge)
- 1996: JAG – Im Auftrag der Ehre (JAG, 2 Folgen)
- 1997: Pretender (The Pretender, 36 Folgen)
- 2000: Ein Trio zum Anbeißen (Two Guys, a Girl and a Pizza Place, 1 Folge)
- 2000: Ally McBeal (1 Folge)
- 2001–2002: Philly (Fernsehserie, 22 Folgen)
- 2002: Ein Witzbold namens Carey (The Drew Carey Show, 2 Folgen)
- 2003–2004: Threat Matrix – Alarmstufe Rot (Threat Matrix, 16 Folgen)
- 2004–2012: Desperate Housewives (175 Folgen)
- 2005: Reba (2 Folgen)
- 2015–2021: Good Witch (65 Folgen)
- 2016: Devious Maids – Schmutzige Geheimnisse (Devious Maids, 7 Folgen)
- 2023: Fantasy Island (S2/E3)

## Auszeichnungen

### Preise
Modesto ShockerFest:
- Bester Schauspieler – Fantasy/Science Fiction: Assumption (2006)

Screen Actors Guild Awards:
- Bestes Schauspielensemble – Drama: Desperate Housewives (2005)
- Bestes Schauspielensemble – Comedy: Desperate Housewives (2006)

Teen Choice Awards:
- Beliebtester Fernsehschauspieler: Desperate Housewives (2006)

### Nominierungen
Screen Actors Guild Awards:
- Bestes Schauspielensemble – Comedy: Desperate Housewives (2007)